# Laguna Carapã
Laguna Carapã is een gemeente in de Braziliaanse deelstaat Mato Grosso do Sul. De gemeente telt 6.031 inwoners (schatting 2009).